# 安藤信義
安藤 信義（あんどう のぶよし）は、江戸時代後期の大名。陸奥国磐城平藩3代藩主。官位は従四位下・対馬守、山城守、近江守。対馬守系安藤家第8代。

## 生涯
天明5年（1785年）9月4日（天明7年（1787年）とも）、安藤信厚の長男として誕生した。
父・信厚は祖父の信成に廃嫡され、叔父・信馨が跡を継いでいた。しかし文化9年（1812年）に重馨が死去すると、信馨の長男・信発の早世や五男・信由の幼少などもあって、信義が信馨の養子として家督を継いだ。
文化11年（1814年）に対馬守に叙任され、文化13年（1816年）に奏者番に任じられた。文政12年（1829年）7月5日、従弟で養子の信由に家督を譲って隠居し、天保14年（1843年）12月25日に死去した。享年60（満58歳没）。

## 系譜
父母
- 安藤信厚（実父）
- 安藤信馨（養父）

正室、継室
- 満佐 - 津軽寧親の娘（正室）
- さち子 - 立花鑑寿の娘（継室）

養子
- 安藤信由 - 安藤信馨の五男